# Шведски валхунд
Шведският валхунд (на шведски: Västgötaspets) е порода кучета, произлизаща от Швеция. Тя е създадена от викингите преди повече от 1000 години. Понякога познат като „викингско куче“, валхундът е селектиран основно да направлява кравите, да хваща гризачи и да пази къщите. Понякога го наричат и „малкото краварче на викингите“.
Шведският валхунд много прилича на уелското корги пембрук, но не се знае как точно са свързани двете породи. Възможно е предците на валхунда да са били пренесени от викингите във или от Великобритания. Валхундът притежава много таланти – кравар, куче-пазач и ловец на гризачи.
През 1942, когато валхундите са почти изчезнали, двама шведи, граф Бьорн фон Розен и Карл-Густав Зетерстен, започват кампания за опазване на породата. През 1948 Шведският киноложки клуб признава породата и ѝ дава името валхунд (в превод от шведски: „овчарско куче“). Днес тази порода се класифицира като рядка.
През 2008 валхундът, плотската овчарка, тибетският мастиф и босеронът се представят за първи път на Изложението на Уестминстърския киноложки клуб.
Валхундите са енергични, безстрашни, наблюдателни, умни, приятелски настроени и здрави кучета. Те могат да се използват за различни дейности, като пастирство или аджилити. Тези кучета са сред най-малките в овчарския вид. Високи са между 32 и 35 см и тежат между 11 и 15 кг. Според Американският киноложки клуб съотношението между височината и дължината на това куче е 2:3. Те са силни, мускулести кучета, въпреки размера си. Те могат да напълнеят, макар че повечето кучета от породата гледат да не са по-тежки от нормалното.
Козината им е средно дълга. Косъмът е разреден, докато подкосъмът е мек и гъст. Козината е къса по главата и лапите, а дълга – по гръдния кош, врата и задните части на краката.
Освен че е умела в пастирството и лова на гризачи, тази порода е добър компаньон. Те обичат човешкото внимание, както и стопаните си. Валхундът харесва и се чувства добре спед повечето хора, но се съмнява в странници и за да бъде добре сред обществото, трябва да бъде социализиран като малък. Той винаги се опитват да пази дома на стопаните си, когато те имат работа.